# Charles Wilson (político)
Charles Nesbitt Wilson, conocido como Charlie Wilson (Trinity, Texas, 1 de junio de 1933 - Lufkin, Texas, 10 de febrero de 2010) fue un oficial veterano de la Armada de los Estados Unidos, representante demócrata en el Congreso de los Estados Unidos por el segundo distrito de Texas desde 1973 a 1997 y uno de los actores más importantes de la Operación Ciclón durante la guerra de Afganistán (1979-1989).

## Juventud
Charles Wilson completó su bachillerato en 1951 en la Trinity High School y en 1956 obtuvo un diploma de ciencias en la Academia Naval. Entre 1956 y 1960, sirvió en la Marina como teniente de navío. Luego formó parte de una unidad del Pentágono que evaluaba las fuerzas nucleares de la Unión Soviética.

## Un parlamentario local activo
Comenzó militando en la campaña presidencial de John F. Kennedy. En 1960, Charlie Wilson organizó una campaña puerta a puerta junto a su familia y amigos. Elegido en 1961, con 27 años, prestó juramento en Austin. 
Durante los siguientes 12 años trabajó en el parlamento tejano por la regulación de los servicios públicos, por la adopción de Medicaid o exoneraciones de impuestos para los adultos mayores y por una ley de salario mínimo. Participó sin éxito en la campaña de Equal Rights Amendment, por la inclusión de la igualdad de sexos en la Constitución de los Estados Unidos. Fue uno de los pocos hombres políticos tejanos a favor de la legalización del aborto. 

## En el Congreso
En 1972, Charlie Wilson fue elegido para la Cámara de representantes, para luego ser elegido once veces más antes de retirarse en las elecciones de 1996, después de 25 años de mandato.
Hacia fines de los años 70, Wilson fue un firme partidario del dictador de Nicaragua, Anastasio Somoza Debayle. Mientras que muchos veían a Somoza como un dictador, Wilson lo asimilaba como un aliado de los Estados Unidos abandonado y traicionado. Mientras que los sandinistas apoyados por los soviéticos, se aproximaban al poder.

## La Operación Ciclón
En el verano de 1980, Charlie Wilson leyó un despacho de prensa que describía cómo centenas de miles de refugiados afganos huían de su país. Sin embargo, pocos prestaron atención a esta situación, incluido el propio gobierno estadounidense.
Según su biógrafo George Crile,[cita requerida] Wilson se comunicó con un miembro de la comisión de Finanzas del Congreso que se ocupaba de los fondos secretos de la CIA y solicitó duplicar el presupuesto para operaciones militares en Afganistán.
Poco tiempo antes, Wilson había sido nombrado miembro de la comisión de presupuesto de Defensa, donde nueve parlamentarios de la Cámara de Representantes eran responsables de los fondos de las operaciones secretas de la CIA. Esto lo ubicó en una posición influyente para imponer sus puntos de vista, apoyado por la cónsul norteamericana de Pakistán, Joanne Herring.
Motivado por la posibilidad de hacer dar un traspié a la Unión Soviética, Wilson tuvo como parlamentario un papel significativo en la conducción de la Operación Ciclón.
Falleció el 10 de febrero de 2010 tras sufrir un paro cardiopulmonar, en el Memorial Medical Center de la comunidad de Lufkin, en el noreste de Texas, arrepintiéndose de todo lo que luchó por Afganistán y que posteriormente este fuera utilizado en contra de su país EE. UU.